# Albert Abraham Michelson
Albert Michelson (19 tháng 12 năm 1852 – 9 tháng 5 năm 1931) là nhà vật lý học người Mỹ gốc Phổ, được biết đến với nghiên cứu về cách đo tốc độ ánh sáng và đặc biệt là với Thí nghiệm Michelson-Morley. Năm 1907, ông giành được giải thưởng Nobel vật lý. Michelson chính là người Mỹ đầu tiên dành giải Nobel trong lĩnh vực khoa học.